# Erle Stanley Gardner
Erle Stanley Gardner   (Malden, 17 de juliol de 1889 - Temecula, 11 de març de 1970) va ser un advocat i autor estatunidenc. És més conegut per la sèrie d'històries detectivesques de Perry Mason, però va escriure moltes altres novel·les i peces més curtes i també una sèrie de llibres de no-ficció, en la seva majoria narracions dels seus viatges a través de Baixa Califòrnia i altres regions de Mèxic.
Va ser l'autor estatunidenc més venut del segle XX en el moment de la seva mort, tot i que Gardner també va publicar amb nombrosos pseudònims, com ara AA Fair, Kyle Corning, Charles M. Green, Carleton Kendrake, Charles J. Kenny, Les Tillray i Robert Parr.

## Biografia

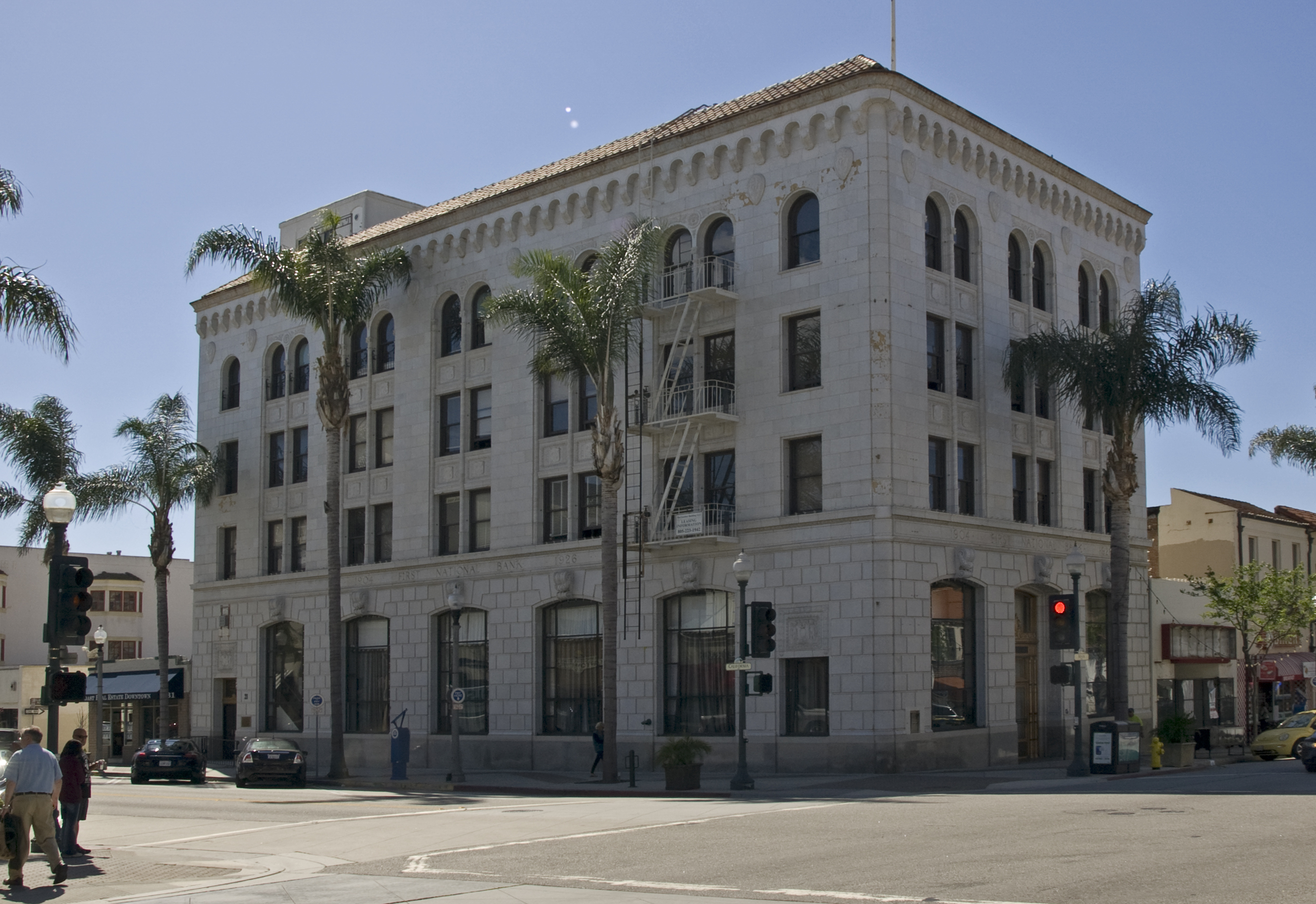
El First National Bank Building a Ventura, on Gardner va escriure esborranys per a les primeres novel·les de Perry Mason

Gardner va néixer a Malden, Massachusetts, fill de Grace Adelma (Waugh) i Charles Walter Gardner. Gardner es va graduar a l'escola secundària de Palo Alto a Califòrnia el 1909 i es va matricular a la Facultat de Dret de la Universitat de Valparaiso a Indiana. Va ser suspès després d'aproximadament un mes quan el seu interès per la boxa es va convertir en una distracció. Va tornar a Califòrnia, va seguir la seva formació legal pel seu compte i va aprovar l'examen d'advocacia de l'estat de Califòrnia el 1911.
Gardner va començar la seva carrera legal treballant en un bufet d'advocats en Califòrnia durant tres anys. Una vegada que va ser admès en el Bar va començar a treballar com advocat de primera instància defensant als pobres, en particular als immigrants xinesos i mexicans. Aquesta experiència va conduir a la fundació de The Court of Last Resort el 1940. El Tribunal d'Última Instància, dedicat a ajudar a les persones que van ser empresonades injustament o no van poder obtenir un judici just, va ser la primera de diverses organitzacions que advoquen pels culpables injustament, entre d'altres, The Innocence Project, Center on Wrongful Convictions at Northwestern Pritzker School of Law and Centurion.
El 1912, Gardner es va casar amb Natalie Frances Talbert. Van tenir una filla, Grace. Va obrir el seu primer despatx d'advocats a Merced el 1917, però el va tancar després d'acceptar una plaça en una agència de vendes. El 1921, va tornar a l'advocacia com a membre de la firma Ventura Sheridan, Orr, Drapeau i Gardner, on va romandre fins a la publicació de la seva primera novel·la de Perry Mason el 1933.
Gardner va gaudir dels litigis i del desenvolupament de l'estratègia de judici, però d'altra banda es va avorrir de la pràctica legal. En el seu temps lliure, va començar a escriure per a revistes pulp. La seva primera història, The Police in the House, es va publicar el juny de 1921 a la revista Breezy. Va crear molts personatges de sèrie per als pulps, inclòs l'enginyós Lester Leith, una paròdia del "gentleman lladre" en la tradició d’AJ Raffles; i Ken Corning, advocat croat, detectiu del crim i arquetip de la seva creació més reeixida, Perry Mason. Tot i que les novel·les de Perry Mason poques vegades aprofundien en la vida dels personatges, les novel·les eren riques en detalls argumentals basats en la realitat i extrets de la seva pròpia experiència. En els seus primers anys escrivint per al mercat de revistes pulp, Gardner es va establir una quota d'1.200.000 paraules a l'any. Al principi, va escriure històries ell mateix, amb dos dits, però després les va dictar a un equip de secretàries.
Sota el pseudònim AA Fair, Gardner va escriure una sèrie de novel·les sobre la firma de detectius privats Cool and Lam. En una altra sèrie, el fiscal de districte Doug Selby va litigar contra l'advocat Alphonse Baker Carr en una inversió de l'escenari de Perry Mason. El fiscal Selby és representat com un solucionador de crims valent i imaginatiu; el seu antagonista Carr és un tímid astut els clients del qual són invariablement "tan culpables com l'infern".
Gran part de la primera novel·la de Perry Mason, El cas de les urpes de vellut, publicada el 1933, està ambientada a l'històric Pierpont Inn, prop de l'antic despatx d'advocats de Gardner a Ventura, CA. El 1937, Gardner es va traslladar a Temecula, Califòrnia, on va viure la resta de la seva vida. Amb l'èxit de la sèrie Mason, més de 80 novel·les, Gardner va anar reduint progressivament les seves contribucions a les revistes pulp fins que el mitjà va morir als anys 50. A partir de llavors, va publicar algunes històries curtes a les "glossies", com ara Collier's, Sports Afield i Look, però la majoria de les seves contribucions a revistes de postguerra eren articles de no ficció sobre viatges, westerns i ciència forense. El públic lector de Gardner era ampli i internacional, inclosa la novel·lista anglesa Evelyn Waugh, que el 1949 va qualificar Gardner com el millor escriptor estatunidenc viu. També va crear personatges per a diversos programes de ràdio, com Christopher London (1950), protagonitzat per Glenn Ford i A Life in Your Hands (1949–1952).
El personatge de Gardner, Perry Mason, va ser un personatge recurrent en una sèrie de pel·lícules de Hollywood als anys 30, i després per al programa de ràdio Perry Mason, que es va publicar entre 1943 i 1955. El 1954, CBS va proposar transformar Perry Mason en una telenovel·la. Quan Gardner es va oposar a la idea, la CBS va crear The Edge of Night, amb John Larkin, que va fer la veu de Mason al programa de ràdio, com una imitació poc velada del personatge de Mason. El personatge de Perry Mason es va inspirar en Earl Rogers, un advocat judicial que va aparèixer en 77 judicis per assassinat, però només en va perdre tres. Va ser reconegut per l'ús extensiu de demostratius, per exemple, visuals, gràfics i diagrames, durant la prova abans que es convertís en una pràctica habitual. Rogers és famós per la seva defensa i desacord entre l'advocat i el client amb Clarence Darrow, un company d'advocat que va ser acusat d'intent de suborn del jurat el 1912.
El 1957, Perry Mason es va convertir en una sèrie dramàtica de la sala judicial de CBS-TV de llarga durada, protagonitzada per Raymond Burr en el paper principal. Burr havia fet una audició per al paper del fiscal de districte Hamilton Burger, però Gardner va declarar que era l'encarnació de Perry Mason. Gardner va fer una aparició sense acreditar com a jutge a "The Case of the Final Fade-Out" (1966), l'últim episodi de la sèrie.
Tenia una fascinació de tota la vida amb la Baixa Califòrnia i va escriure una sèrie de contes de viatge de no ficció descrivint les seves extenses exploracions de la península amb vaixell, camió, avió i helicòpter.

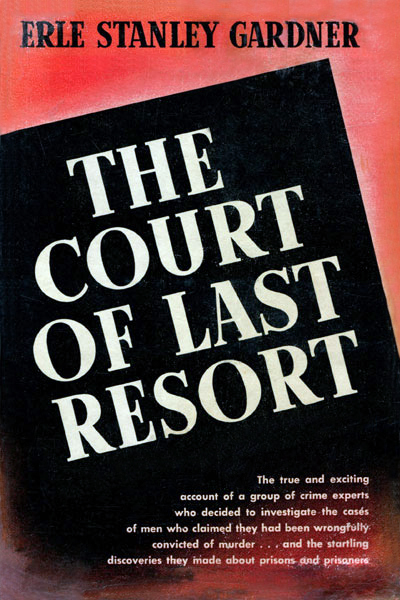
El Tribunal d'Última Instància (1952) va guanyar a Gardner el seu únic Edgar Award, en la categoria Crim de Fets Millors.

Gardner va dedicar milers d'hores a "The Court of Last Resort", en col·laboració amb els seus molts amics en les comunitats forense, legal i investigativa. El projecte pretenia examinar, errors judicials contra acusats penals que havien estat condemnats per falta de representació legal, abús, interpretació errònia de les proves forenses o accions imprudents o malintencionades de la policia o els fiscals. El llibre de 1952 que en va resultar va donar a Gardner el seu únic premi Edgar, en la categoria Best Fact Crime, i posteriorment es va convertir en una sèrie de TV, The Court of Last Resort.

## Vida personal
El 1912, Gardner es va casar amb Natalie Frances Talbert (16 de juliol de 1885 – 26 de febrer de 1968). La seva única filla, Natalie Grace Gardner (25 de gener de 1913 - 29 de febrer de 2004), va néixer a Ventura, Califòrnia. Gardner i la seva esposa es van separar a principis de la dècada de 1950, però no es van divorciar, i de fet el seu matrimoni va durar 56 anys, fins a la mort de Natalie el 1968. Després d'això, Gardner es va casar amb la seva secretària Agnes "Jean" Bethell (nascuda Walter; 19 de maig de 1902 – 5 de desembre de 2002), filla d'Ida Mary Elizabeth Walter (nascuda Itrich; 24 de desembre de 1880 – 3 de març de 1961).
De la seva filla, Gardner tenia dos néts, Valerie Joan Naso (nascuda McKittrick; 19 d'agost de 1941 – 12 de novembre de 2007) i Alan G. McKittrick.
La vídua de Gardner va morir el 2002, als 100 anys, a San Diego. Era membre dels Testimonis de Jehová. Va sobreviure el seu germà, Norman Walter.

## Mort i llegat
Gardner va morir de càncer, diagnosticat a la fi de 1960, l'11 de març de 1970, en el seu ranxo en Temecula, i era l'escriptor estatunidenc més venut del segle XX en el moment de la seva mort. La seva mort va ser seguida cinc dies després de la de William Hopper, que havia interpretat al detectiu privat Paul Drake en la sèrie de televisió Perry Mason. Gardner va ser incinerat i les seves cendres es van dispersar per la seva estimada península de la Baixa Califòrnia. El ranxo, conegut llavors com Ranxo del Paisano, va ser venut després de la seva mort, després revenut el 2001 als indis Pechanga, canviat de nom per Grest Oak Ranch, i finalment absorbit en la reserva Pechanga.
El Centre Harry Ransom de la Universitat de Texas a Austin té els manuscrits de Gardner, col·lecció d'art i efectes personals. De 1972 a 2010, el Centre de Rescat va presentar una reproducció a escala completa de l'estudi de Gardner que mostrava mobles originals, memorabilia personal i artefactes. L'espai i una exposició van ser desmantellats, però una vista panoràmica de l'estudi està disponible en línia.
El 2003, una nova escola del Districte Escolar Unificat de la Vall de Temecula va ser anomenada Escola Mitjana Erle Stanley Gardner.
El desembre de 2016, Hard Case Crime va publicar The Knife Sliped, una història de misteri de Bertha Cool–Donald Lam, que s'havia perdut durant 75 anys. Escrit el 1939, el llibre va ser rebutjat en aquell moment per l'editor de Gardner. Publicat per primera vegada el 2016, com llibre de butxaca i electrònic, l'obra va obtenir ressenyes respectuoses.